# Fleischmann Sándor
Fleischmann Sándor (Aranyos, 1862. február 6. – Budapest, 1916. november 12.) jogász, újságíró.

## Élete
Fleischmann Izsák és Raab Mária fia. Jogi tanulmányait a Bécsi Egyetemen végezte, majd Budapesten letette az ügyvédi vizsgát és széles körű gyakorlatot folytatott. 1896-ban a Neues Politisches Volksblatt főszerkesztője lett. A jogi irodalom terén főképpen azokkal a tanulmányaival keltett figyelmet, amelyekben a kereskedelmi törvény revíziójáért kardoskodott. Értékesek a közigazgatási jog körébe vágó értekezései is. Az Egyenlőség-ben a magyar zsidóságot érintő aktuális politikai és társadalmi kérdésekkel foglalkozott.

## Családja
Házastársa Grünsfeld Berta (1867–1944) volt, akit 1897. április 19-én Budapesten vett nőül. Felesége 1944 decemberében a holokauszt áldozata lett.
Gyermekei:
- Mészáros Erzsébet (1898–1966). Férje Szabolcsi Lajos (1889–1943) író, szerkesztő volt.
- Mészáros Viktor (1899–?)
- Mészáros Andor (1900–1972) szobrász, éremművész, építész. Felesége Back Erzsébet volt.

Nevelt lánya: Mészáros Dóra (1892–?), akinek férje Fayer Sándor részvénytársasági igazgató, kormányfőtanácsos volt.